# Art Hsu
Arthur Joe Hsu (New York, 19 gennaio 1975) è un attore statunitense.
Di origine cinese, prima di intraprendere la carriera cinematografica, Hsu frequentò il Boston College. È famoso per alcune sue interpretazioni in numerosi film, tra cui il cattivo "Johnny Vang" in Crank: High Voltage al fianco dell'attore Jason Statham. Compare nei film Pirati dei Caraibi - Ai confini del mondo, The Girl from the Naked Eye, Balls of Fury e Silver Case.

## Filmografia

### Cinema
- Du Shi (2006)
- Honey (2006)
- Broken Rhyme (2006)
- Pirati dei Caraibi - Ai confini del mondo (2007)
- The State of Sunshine (2007)
- Balls of Fury (2007)
- Love 10 to 1 (2009)
- Crank: High Voltage (2009)
- Anti-Samaritan Hotline (2010)
- The FP (2011)
- I Think Bad Thoughts (2011)
- Silver Case (2011)
- Me First (2012)
- The Girl from the Naked Eye (2012)
- The Ballad of Danko Jones (2012)
- SanFranLand (2013)
- Henchmen (2013)
- SanFranLand (2014)
- Another you (2014)
- Bozos (2015)
- Intrepid (2016)
- Selling Isobel (2016)
- Bad Things (2016)
- The Last Super Hero (2016)
- You Against You (2016)
- Beats of Rage (2018)